# コリン・スレイド

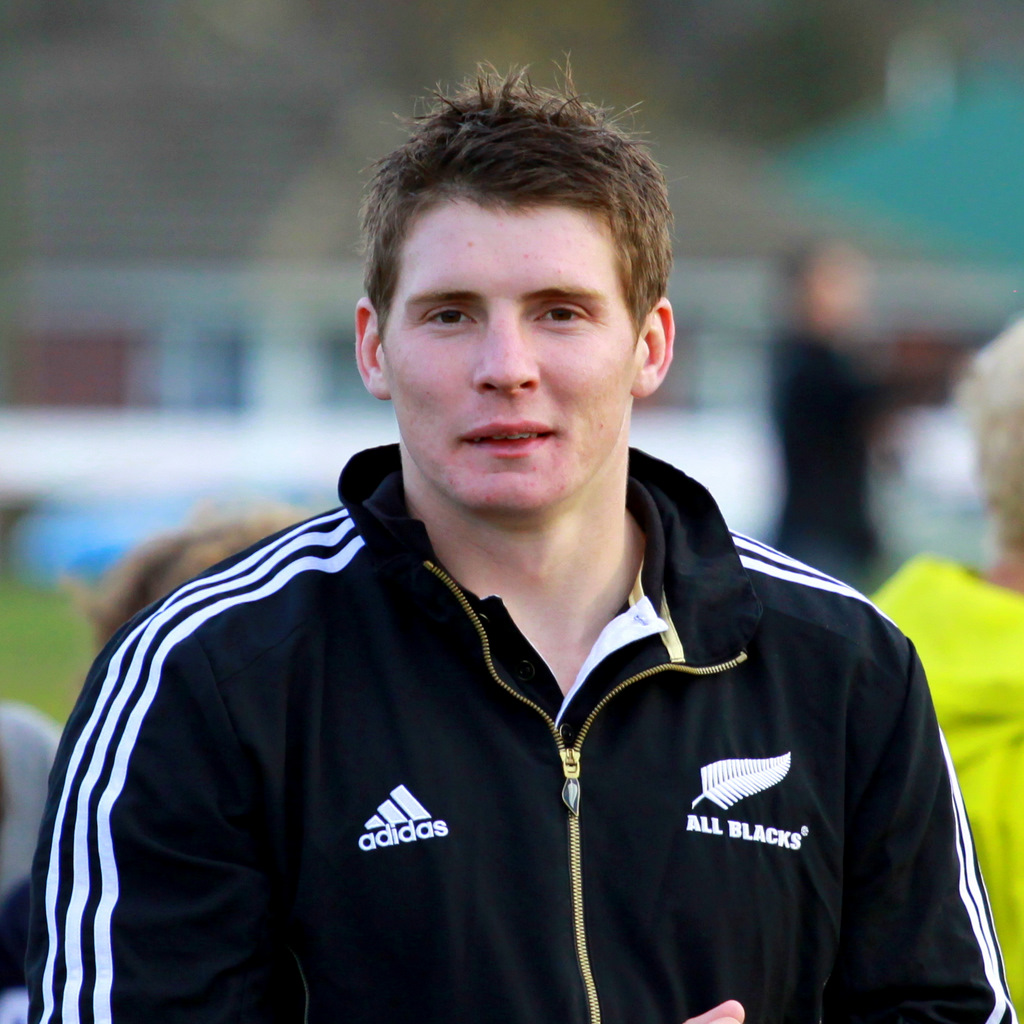

コリン・スレイド（Colin Slade 1987年10月10日 - ）は、ニュージーランド出身のラグビー選手。ポジションはファースト・ファイブ・エイス、フルバック、ウィング。

## 人物
1987年10月10日、ニュージーランド、クライストチャーチで生まれる。

身長183cm、体重90kg。

## キャリア
クライストチャーチボーイズハイスクール卒業後、カンタベリー大学に進学。大学在学中にラグビー19歳以下ニュージーランド代表、21歳以下代表に選出される。

2008年、ニュージーランド州代表選手権エアニュージーランドカップ(現ITM CUP)のカンタベリー州代表チームに入る。州代表初シーズンながらも、ダン・カーターやスティーヴン・ブレットの代わりとして活躍し、優勝に貢献。
2009年、スーパー14(現スーパーラグビー)のクルセイダーズに入り、ウィングとして出場する。同年のエアニュージーランドカップではフルバックとして出場。

2009年にジュニア・オールブラックスに選出、IRBパシフィック・ネイションズ・カップに出場する。この大会での活躍で、オールブラックスのトレーニンググループに呼ばれる。
2010年のスーパー14ではフルバックとして出場、ストーマーズ戦でスーパーラグビー初トライ。同年、ダン・カーターの負傷により、オールブラックスに招集され、オーストラリア戦に後半から出場、代表デビュー。

この年のITM CUPではファースト・ファイブとして出場、カンタベリー3連覇に貢献する。
2011年、スーパーラグビーのハイランダーズに移籍、プレシーズンマッチで顎を骨折、2ヵ月後に復帰するも、ふたたび顎を骨折し、このシーズンは2試合の出場のみとなった。

負傷したダン・カーターの代役として同年のラグビーワールドカップにも出場したが、対アルゼンチンの試合で彼も負傷し、後の試合は出場を果たせなかった。
2012年3月のスーパーラグビーの試合で足首を骨折し、この年もシーズンの残りは欠場となった。
2015年、フランスProD2のポーに加入。同年のラグビーワールドカップにも出場。
2020年、トップリーグの三菱重工相模原ダイナボアーズに加入。
2021年2月21日にジャパンラグビートップリーグ第1節サントリーサンゴリアス戦に先発出場で日本での公式戦初出場を果たす。
ハンドリング、キック、ランニング能力は定評があり、元オールブラックス、クルセイダーズのアンドリュー・マーテンズを彷彿とさせる。

## ギャラリー

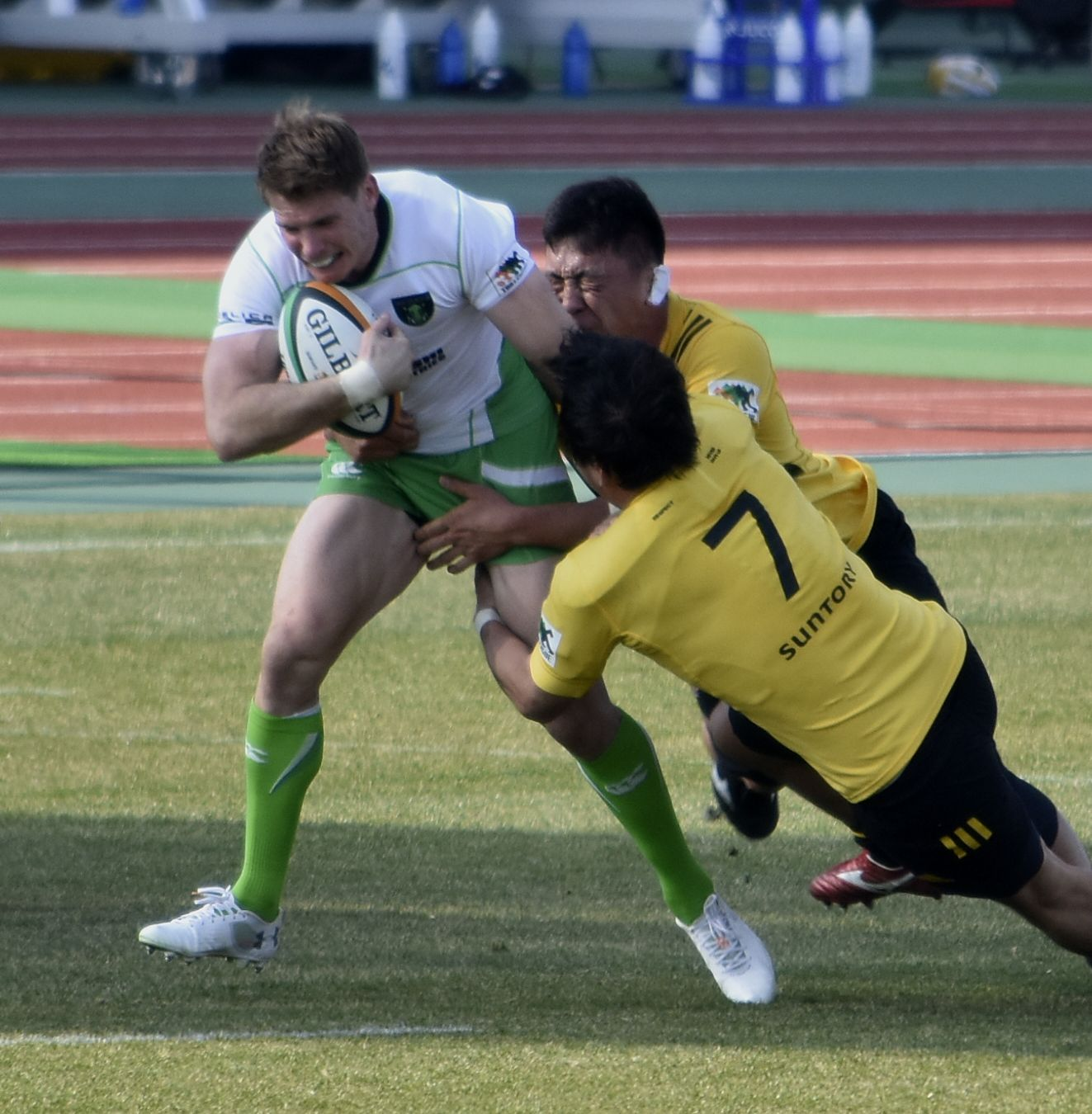
サントリーサンゴリアス戦 相模原麻溝公園競技場 （2021年2月21日撮影）

## リンク
- Ultimate Colin Slade
- Colin Slade Rugby Union
- Canterbury Rugby Union
- Highlanders Profile
- All Blacks ID=1107